# Aleksander Ivanovič Gresser
Aleksander Ivanovič Gresser (rusko Александр Иванович Грессер), ruski general, * 1772, † 1822.
Bil je eden izmed pomembnejših generalov, ki so se borili med Napoleonovo invazijo na Rusijo; posledično je bil njegov portret dodan v Vojaško galerijo Zimskega dvorca.

## Življenje
12. januarja 1778 je kot desetnik vstopil v Preobraženski polk in leta 1783 je bil povišan v poročnika. Sodeloval je v bojih proti Turkom (1787–91), v ekspedicijah črnomorske flote in v bojih proti poljskim vstajnikom (1794). 19. decembra 1801 je bil povišan v polkovnika. 
Leta 1803 ga je car Aleksander I. Ruski zadolžil, da ustanovi 2. inženirski polk; le-ta je bil ustanovljen 27. julija 1803 in Gresser je postal poveljnik. 
V bitki pri Austerlitzu so ga Francozi zajeli; v ujetništvu je ostal sedem tednov do izmenjave ujetnikov. 
Med veliko patriotsko vojno je bil sprva udeležen pri gradnji trdnjave v Bobrujsku. 25. decembra 1812 je bil povišan v generalmajorja.
24. februarja 1816 je bil dodeljen inženirskemu korpusu in 9. aprila istega leta je postal načelnik štaba 6. pehotne divizije in 2. december 1817 je postal poveljnik Samostojnega litvanskega korpusa. 20. septembra 1821 je bil povišan v generalporočnika.

## Družina
Tudi njegova sinova, Peter (1799–1865) in Aleksander (1801–68), sta bila častnika v ruski vojski.